# Jill Paton Walsh
Jill Paton Walsh (Londra, 29 aprile 1937 – 19 ottobre 2020) è stata una scrittrice britannico.

## Biografia
Nata come Gillian Bliss ed educata al St. Michael's Convent, North Finchley, Londra, studiò letteratura inglese al St Anne's College dell'Università di Oxford. Visse a Cambridge.

## Opere
Tra i suoi romanzi per ragazzi vi sono: The Dolphin Crossing, Fireweed, Babylon, Hengest's Tale, A Parcel of Patterns, Birdy and the Ghosties, Grace, Thomas and the Tinners, The Green Book, Goldengrove and its sequel Unleaving, Gaffer Samson's Luck e The Emperor's Winding Sheet.
Il romanzo per adulti Quel che sanno gli angeli (Knowledge of Angels) venne selezionato tra i finalisti del Booker Prize del 1994. Altri romanzi per adulti sono:
- Lapsing
- A School for Lovers
- The Serpentine Cave
- A Desert in Bohemia

### Imogen Quy
Ha scritto quattro detective story con protagonista l'infermiera Imogen Quy e ambientate al St. Agatha's College, un college fittizio dell'Università di Cambridge: 
- Il caso Wyndham (The Wyndham Case, 1993)
- A Piece of Justice (1995)
- Debts of Dishonour (2006)
- The Bad Quarto (2007)

### Lord Peter Wimsey
Nel 1998 ha completato il romanzo Un matrimonio perfetto (Thrones, Dominations) lasciato incompiuto da Dorothy L. Sayers. Nel 2002, ha pubblicato Morte presunta (A Presumption of Death), un altro romanzo con protagonista Lord Peter Wimsey, seguito nel 2010 da The Attenbury Emeralds.